# Evangelho Pleno
O Evangelho pleno ou Evangelho quádruplo é um doutrina teológica  evangélica que resume o Evangelho em quatro aspectos, a saber, salvação, santificação, cura divina e segunda vinda de Cristo.

## Doutrina

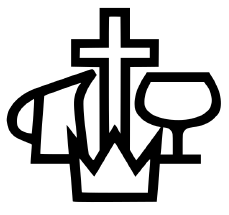
Logotipo da União mundial da Aliança representando os quatro aspectos do Evangelho.

Este termo teve sua origem em 1887 em uma série de sermões chamados “Fourfold Gospel” (“Evangelho quádruplo”) pelo pastor canadense Albert Benjamin Simpson, fundador da União mundial da Aliança em New York, nos Estados Unidos, que irá caracterizar seu ensino. 
Segundo ele, este conceito representa os 4 aspectos do ministério de Jesus Cristo; Cristo o Salvador, Santificador, Curador e Rei que em breve voltará. 

## História

Logotipo da Igreja Quadrangular representando os quatro aspectos do Evangelho.

Em outubro de 1922, a evangelista canadense Aimee Semple McPherson fundador da Igreja Quadrangular usa a expressão "Evangelho Quadrangular" que usa a mesma doutrina em um sermão em Oakland (Califórnia) e que estará no centro de seu ensino. 
Várias outras denominações pentecostais foram influenciadas por esta doutrina que será chamada de "Evangelho pleno". 